# Рибалка з Нового Орлеана
«Рибалка з Нового Орлеана» (англ. The Toast of New Orleans) — американський художній музичний фільм 1950 року режисера Нормана Таурога, в головних ролях з Маріо Ланца та Кетрін Грейсон.

## Сюжет
Сюжет розгортається довкола Пепе Дюваля, веселого жартівника, любителя пісень. Його дядько не в захваті від такої поведінки племінника, адже всі чоловіки в їх родині були рибалками, й Пепе має йти за їх прикладом. Тим часом юнак знайомиться з оперною співачкою Сюзет і ця зустріч докорінно змінює все його життя.

## В ролях

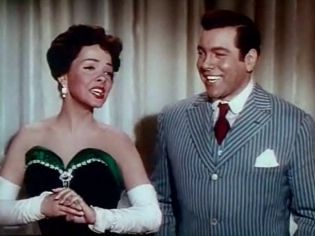
Кетрін Ґрэесон та Маріо Ланца в сцені з фільму

- Маріо Ланца — Пепе Дюваль
- Кетрін Грейсон — Сюзетт Мішелін
- Девід Найвен — Жак
- Джеймс Мітчел — П'єр
- Джозеф Керолл Нейш — Дядько Нікі Дюваль
- Річард Гейґман — Маестро Трелліні
- Ріта Морено — Тіна

## Знімальна група
- Режисер: Норман Таурог
- Продюсер: Джо Пастернак
- Композитори: Ніколас Бродскій, Джоні Ґрін
- Сценаристи: Сай Ґомберґ, Джордж Веллс
- Оператор: Джозеф Раттенберґ

## Додаткові факти
Наклад платівок з піснею «Будь моїм коханням» (Be my love) лише в США перевершив позначку в десять мільйонів примірників.